# Idiommata fusca
Idiommata fusca là một loài nhện trong họ Barychelidae. Loài này phân bố ờ Queensland.